# Rocco Žiković
Rocco Žiković (* 21. Januar 2005 in Pula) ist ein kroatischer Fußballspieler.

## Karriere

### Verein
Žiković begann seine Karriere beim NK Funtana. Im Februar 2017 wechselte er zum NK Istra 1961. Im Januar 2021 wechselte er nach Österreich in die Akademie des FC Red Bull Salzburg, bei dem er einen bis Mai 2023 laufenden Vertrag erhielt. Dort kam er ab der U-16-Mannschaft zum Einsatz.
Im Oktober 2022 debütierte er bei seinem Kaderdebüt für das Farmteam der Salzburger, FC Liefering, in der 2. Liga, als er am elften Spieltag der Saison 2022/23 gegen den Floridsdorfer AC in der 59. Minute für Marcel Moswitzer eingewechselt wurde.

### Nationalmannschaft
Žiković spielte im Oktober 2019 erstmals für eine kroatische Jugendnationalauswahl. Für die U-17-Mannschaft kam er zwischen August 2020 und Oktober 2021 viermal zum Einsatz. Im März 2022 debütierte er im U-18-Team.

## Persönliches
Sein Vater Igor (* 1976) war ebenfalls Fußballspieler.